# Nueva Villa de las Torres
Nueva Villa de las Torres es un municipio y localidad española de la provincia de Valladolid, en la comunidad autónoma de Castilla y León. El término municipal tiene una población de 278 habitantes (INE 2024).

## Geografía
El municipio tiene una superficie de 35,65 km². Hasta la reforma de la nomenclatura municipal de 1916 el municipio se llamaba Villanueva de las Torres. En dicha fecha su nombre fue modificado por el de Nueva Villa de las Torres.

## Demografía
Cuenta con una población de 278 habitantes (INE 2024).

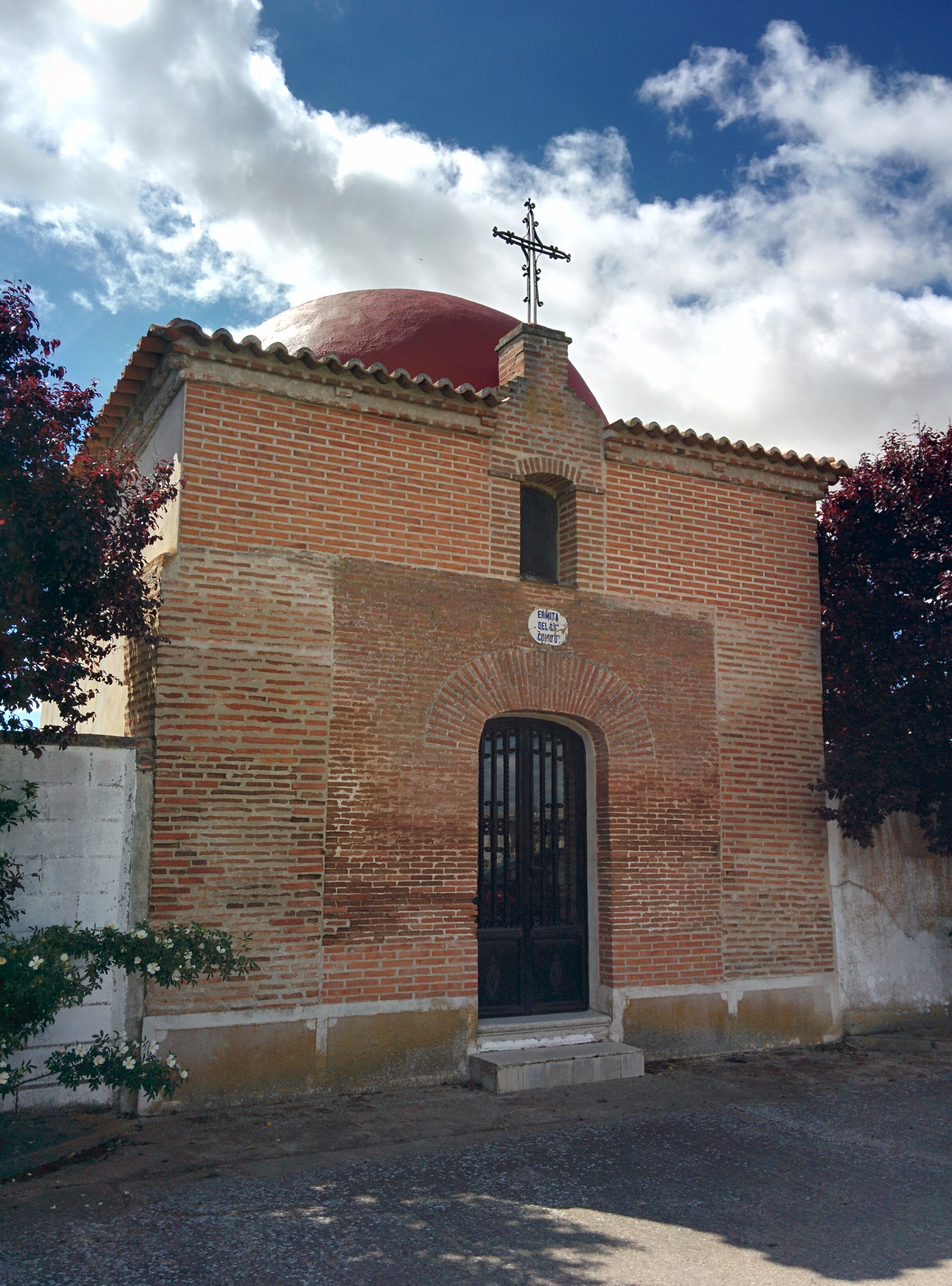
Ermita del Santo Cristo

| Gráfica de evolución demográfica de Nueva Villa de las Torres entre 1842 y 2021 |
| |
| Población de derecho según los censos de población del INE Población de hecho según los censos de población del INEEn estos censos se denominaba Villanueva de las Torres: 1842, 1857, 1860, 1877, 1887, 1897, 1900 y 1910 |

| 433                        | 426 | 412 | 393 | 318 | 268 | 282 |
| (Fuente: [cita requerida]) |     |     |     |     |     |     |

## Fiestas
- Fiestas del Santo Cristo. 14 de septiembre. Desarrolla un programa de festejos lleno de verbenas, campeonatos deportivos y una gran paella popular
- Fiestas de Santa Isabel. 2 de julio. Se desarrolla un programa de festejos lleno de verbenas, campeonatos deportivos o juegos tradicionales.